# Schloss Gleinig

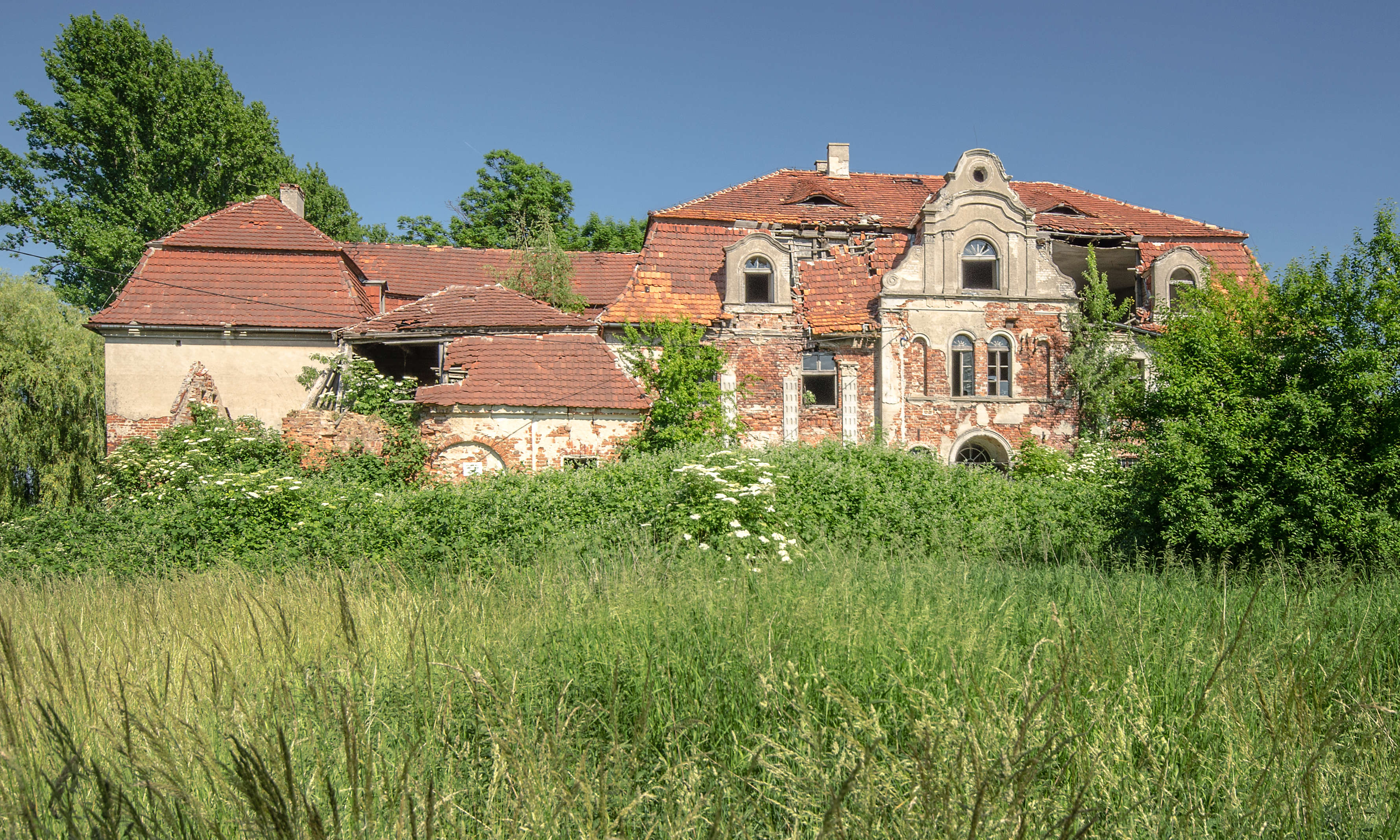
Schloss Gleinig, Ansicht von Westen

Schloss Gleinig (polnisch Pałac w Glince) ist ein spätbarockes Schloss in Glinka (deutsch Gleinig) in der Stadt- und Landgemeinde Góra (deutsch Guhrau) in der Woiwodschaft Niederschlesien in Polen. Es steht gemeinsam mit einigen Nebengebäuden und den Resten eines Schlossparks seit dem 9. Dezember 1960 unter Denkmalschutz.

## Geschichte
Das Schloss wurde in der zweiten Hälfte des 18. Jahrhunderts errichtet. Damals war das adelige Gut im Besitz des Adelsgeschlechts Stosch. Im Jahr 1831 ging es in den Besitz der Familie Zobeltitz über, deren Nachkommen es bis mindestens 1937 gehörte.
Anfang des 20. Jahrhunderts wurde das Schloss im Stil des Neubarock umgebaut. Nach dem Übergang an Polen infolge des Zweiten Weltkriegs 1945 wurde es verstaatlicht und 1961/62 renoviert. Später wurde es ungenutzt dem Verfall überlassen.

## Baubestand

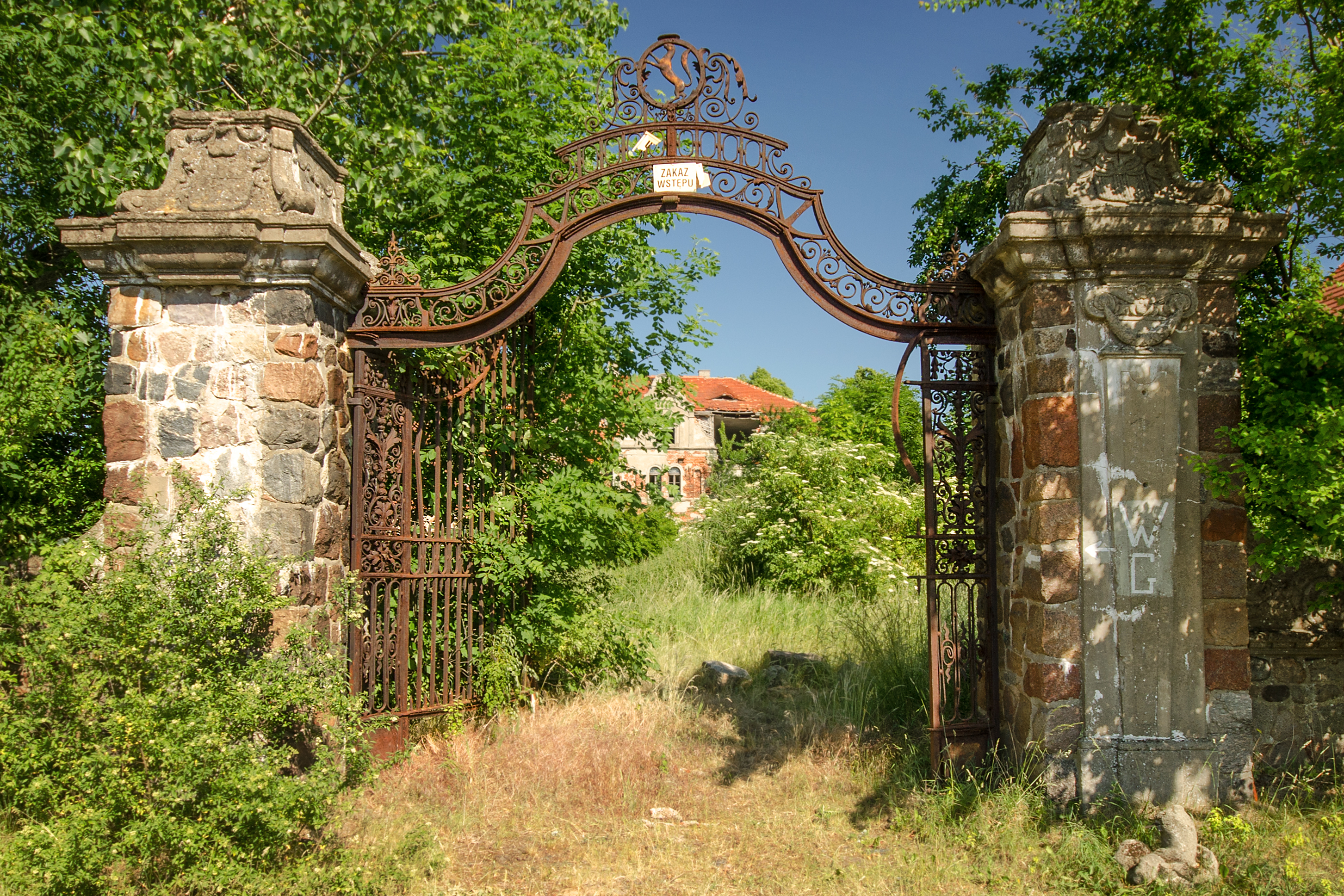
Schlosstor

Die Schlossanlage, die aus dem Haupthaus und dem zugehörigen, westlich vorgelagerten Gutshof bestand, befindet sich im Dorf Glinka in der Nähe der Kirche. Nach Durchqueren des Gutshofbereichs, konnte das eigentliche Schlossareal durch ein zweiflügeliges Gittertor, das exakt in der Mittelachse des Schlossbaus liegt, betreten werden. Im östlichen Bereich der Anlage haben sich hinter dem Haupthaus Reste eines Landschaftsparks erhalten.
Das Schloss war ein zweigeschossiger Bau mit einem Mansarddach. Der Wohntrakt ist auf rechteckigem Grundriss errichtet. Die Fassaden werden durch Pilaster betont, die durch rundbogige Arkaden verbunden sind. In der Mitte der siebenachsigen Westfassade erhebt sich ein dreiachsiger Risalit, der von einem Ziergiebel mit Voluten gekrönt und auf beiden Seiten von weiteren Voluten flankiert ist. Über einen Verbindungsbau ist der Wohntrakt mit einem nördlich davon stehenden Nebengebäude verbunden. Ein zweites, identisches Nebengebäude südlich des Haupttrakts wurde 1977 abgerissen.
Ein zusätzliches kleines, eingeschossiges Nebengebäude auf rechteckigem Grundriss mit Mansarddach steht vor dem nördlichen Teil der Hauptfassade. 